# Upernavik Næs
Upernavik Næs [uˈpɜnːavik nɛs] (grönländisch Uperniviup Nuua, nach alter Rechtschreibung Uperniviup Nûa) ist eine wüst gefallene grönländische Siedlung im Distrikt Uummannaq in der Avannaata Kommunia.

## Lage

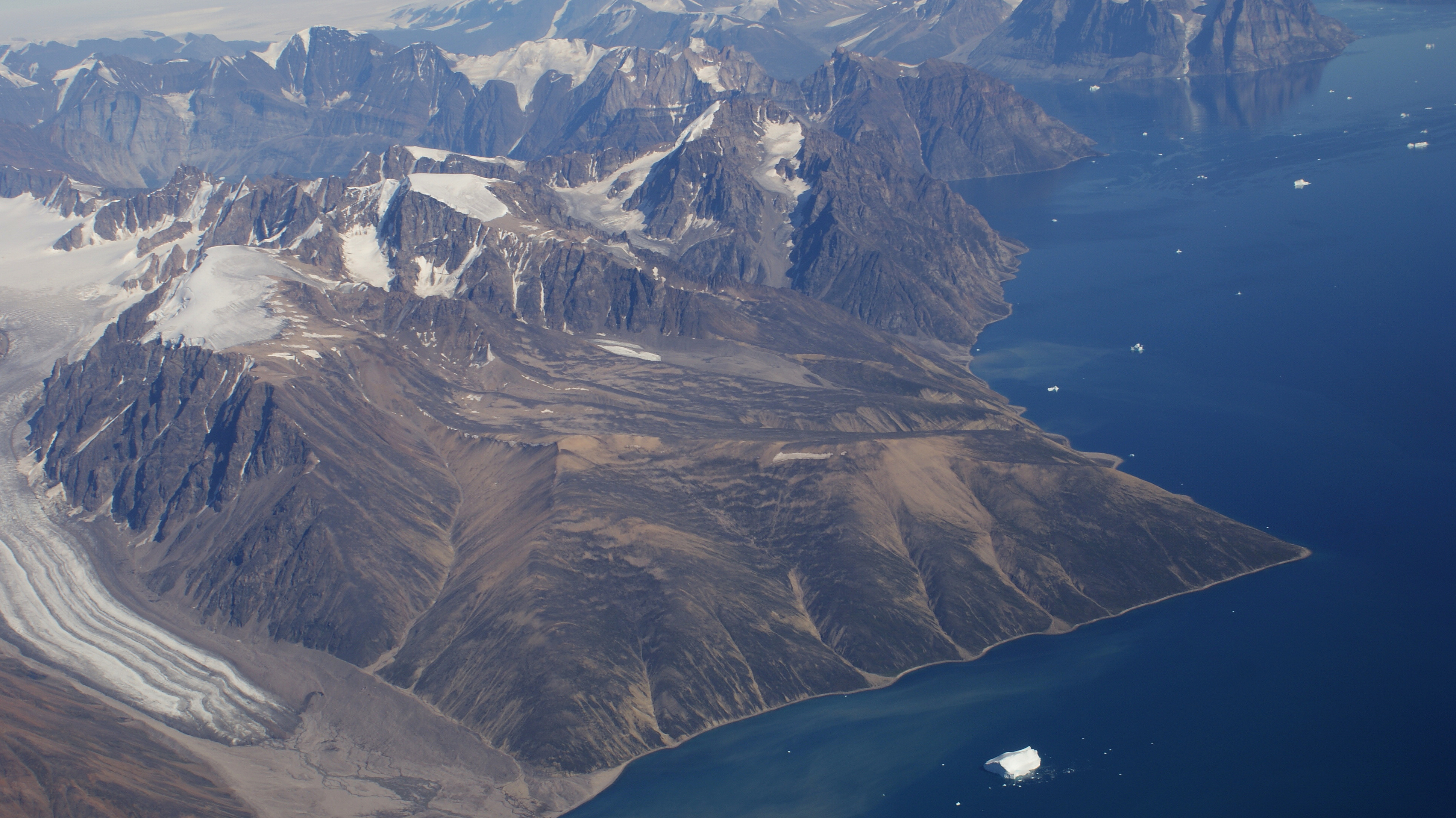
Upernavik Næs liegt links oben vom Eisberg in der unteren Bildhälfte rechts der dritten Moräne von rechts.

Upernavik Næs liegt im Südwesten der Insel Upernivik im Norden des Fjordsystems des Uummannap Kangerlua. 21 km westnordwestlich befindet sich Illorsuit.

## Geschichte
Upernavik Næs wird nur mit dem dänischen Namen genannt. Der grönländische Name Uperniviup Nuua bezeichnet genau genommen nur das Kap 2,7 km südöstlich. Auch das Oqaasileriffik benennt den Ort nur mit dem beschreibenden Namen Uperniviup Illoqarfikua, was übersetzt Frühere Siedlung von Upernivik bedeutet.
Der Ort diente zu Beginn der Kolonialzeit gelegentlich als Sommerplatz, vor allem für Rentierjäger. Später wurde die Besiedelung dauerhafter. 1793 lebten 14 allesamt noch ungetaufte Grönländer an dem Wohnplatz. 1798 waren es 18, von denen mittlerweile zwei getauft waren. 1805 war der Ort unbewohnt. Nachdem man gewünscht hatte, dass sich zwischen Uummannaq und Upernavik ein Ort als Reisestopp befinden sollte, wurde er wieder als Winterplatz genutzt. Um 1845 wurden die letzten Heiden des Distrikts hier getauft. 1849 lebten auf der Insel noch 72 Einwohner. Sie feierten noch typische heidnische Tanzfeste. Später war der Ort wieder zeitweise unbewohnt.
1894 zogen zwei Familien aus Tuullittalik an die Stelle von Upernavik Næs. 1905 lebten 27 Menschen am Ort. 1911 wurde Upernavik Teil der Gemeinde Illorsuit. 1915 hatte der Wohnplatz 33 Einwohner, die in sechs Häusern lebten. Es gab acht Jäger und einen Fischer und einer der Jäger war als Leser angestellt. Da der Ort in der Volkszählung von 1930 nicht erscheint, ist anzunehmen, dass er während der 1920er Jahre aufgegeben wurde.